# 霍恩鲁珀斯多夫
霍恩鲁珀斯多夫是奥地利下奥地利州根瑟恩多夫县的一个市镇。总面积21.4平方公里，总人口893人，人口密度41.7人/平方公里（2005年）。